# No parlis mai amb desconeguts
No parlis mai amb desconeguts (títol original: Never Talk to Strangers) és una pel·lícula estatunidenca dirigida l'any 1995 per Peter Hall. Ha estat doblada al català.

## Argument
Sarah Taylor, psicòleg judicial, porta una existència apagada, trista i solitària fins al dia que coneix Tony Ramirez, un expolicia de Puerto Rico. Molt ràpidament, comencen una relació apassionada. Tot sembla somriure finalment a Sarah. Però comença a rebre amenaces molt inquietants.

## Repartiment
- Rebecca De Mornay: Dra. Sarah Taylor
- Antonio Banderas: Tony Ramirez
- Dennis Miller: Cliff Raddison
- Harry Dean Stanton: Max Cheski
- Eugene Lipinski: Dudakoff
- Len Cariou: Henry Taylor
- Martha Burns: Maura
- Beau Starr: Grogan